# Micropodabrus chinensis
Micropodabrus chinensis is een keversoort uit de familie soldaatjes (Cantharidae). De wetenschappelijke naam van de soort werd in 1993 gepubliceerd door Wittmer.